# Старая Мельница (Новгородская область)
Старая Мельница — деревня в Новгородском районе Новгородской области России. Входит в состав  к Ермолинского сельского поселения. Находится в пригородной зоне областной столицы Великий Новгород.

## География
Располагается на берегу реки Малая Веряжа, которая впадает в реку Веряжа.

## История
Упоминается в документе «Статистика Новгородской губернии» от 1884 года. По приведенным данным Старая Мельница входила в состав Новгородской губернии, Новгородского уезда Николольской волости, Ново-Мельницкого сельского общества, прихода села Аркажи и находилась в 4 верстах от Новгородского шоссе. В деревне располагалось 2 ветряных мельницы. По данным семейных списков 1879 года в деревне проживало 103 человека, 20 крестьянских дворов.
До весны 2010 года деревня входила в состав ныне упразднённого Новомельницкого сельского поселения.

## Население
| 2010 |
| ---- |
| 0    |

## Инфраструктура
Личное подсобное хозяйство с зоной сельскохозяйственного использования, индивидуальная застройка усадебного типа.
Массив СНТ Старая Мельница

## Транспорт
Деревня доступна автотранспортом. Остановка общественного транспорта «Старая Мельница».  Автобусное сообщение с Великим Новгородом.